# Tomáš Schánělec
Tomáš Schánělec (* 20. června 2002 Písek) je český profesionální fotbalista, který hraje na pozici útočníka za český klub FK Jablonec, kde je na hostování z pražské Sparty.

## Kariéra
S fotbalem začínal v Dynamu České Budějovice, poté se přesunul do Příbrami. V roce 2017 se rozhodoval mezi Viktorií Plzeň a Spartou, vybral pražský celek.
Dne 17. listopadu 2019 debutoval za sparťanskou rezervu ve 3. lize, nastoupil na závěr utkání s Vltavínem (výhra 4:1).
Před sezonou 2021/22 se stal součástí soupisky B-týmu postoupivšího do 2. ligy. V té debutoval 29. srpna 2021 v utkání 6. kola proti Táborsku, nastoupil v 72. minutě, a v 82. minutě vstřelil svůj první gól. Následně začal dostávat více příležitostí, v říjnu začal nastupovat v základní sestavě sparťanské rezervy. V jarní části sezóny absentoval kvůli problémům se slezinou.
V závěru sezóny 2022/23 se Schánělec začal objevovat na lavičce A-týmu. Dne 30. dubna 2023 nastoupil v závěru utkání proti Slovanu Liberec a 23. května odehrál 6 minut v zápase se Slováckem. Dne 3. května byl na lavičce Sparty při prohře 0:2 se Slavií ve finále českého poháru. V létě 2023 slavil se Spartou zisk mistrovského titulu.
Schánělec začal i sezónu 2023/24 v B-týmu. V podzimní části sezóny zaznamenal 7 gólů v 15 druholigových zápasech a nastoupil také do 2 utkání sparťanského A-týmu v MOL Cupu, Během zimní přestávky byl spojován s přesunem do první ligy.
V lednu 2024 zamířil na půlroční hostování do prvoligového Zlína. V klubu debutoval 11. února při prohře 1:2 s Teplicemi. 28. února svým premiérovým gólem ve zlínském dresu přispěl k výhře 2:1 po prodloužení nad Slovanem Liberec ve čtvrtfinále českého poháru. 31. března se poprvé střelecky prosadil také v lize, a to při prohře 2:3 na půdě Mladé Boleslavi. Dohromady v jarní části sezóny nastoupil Schánělec do 15 soutěžních utkání, v nichž vstřelil 2 branky.
V létě 2024 odešel na další hostování, tentokráte do Jablonce. V dresu Jablonce debutoval 20. července při výhře 2:0 nad Mladou Boleslaví.